# Szoteriológia
A szoteriológia az üdvösséggel kapcsolatos hitek és tanok bármely vallásban. Az „üdvösség tanát” vagy konkrétabban az „üdvösség útját” jelenti. A kifejezést általában az egyének üdvösségére használják, de vonatkozhat egy csoport üdvösségére is.

## Etimológia
Összetett kifejezés az ógörög σωτήρ sōtḗr (= „megváltó”, „fenntartó”) és λόγος lógos (= „beszéd”, „megbeszélés”) szavakból.

## Kereszténység
A kereszténységben a dogmatikának az a része, mely Krisztusról mint megváltóról, s általában a megváltásról szól. Az üdvösség tana, amelyet megváltásnak is neveznek, az emberiségnek a bűntől és annak következményeitől való megmentésére összpontosít.

## Iszlám
A muszlimok úgy gondolják, hogy mindenki a saját tetteiért felelős. Bár hiszik, hogy Ádám és Hawwa (Éva), az emberiség szülei bűnt követtek el azzal, hogy ettek a tiltott fáról, és így nem engedelmeskedtek Istennek, úgy vélik, hogy az emberiség nem felelős az általuk elkövetett bűnért. Nézetük alapján Isten (Allah) tisztességes és igazságos, és bocsánatot kell kérniük tőle, hogy elkerüljék a büntetést, amiért nem azt tették, amit Isten kért tőlük, és amiért hallgattak Sátánra. A muszlimok úgy vélik, hogy ők is, mint mindenki más, ki vannak téve a hibáknak, ezért mindig és ismételten bűnbánatot kell keresniük.

## Buddhizmus
A buddhizmus elsősorban a felébredésnek vagy a megvilágosodásnak (bodhi), a nirvāṇának és a szenvedés minden okától ( duḥkha) való felszabadulásával (vimokṣa) foglalkozik. A klasszikus indiai buddhizmus hangsúlyozta az egyén önművelésének (bhávana) fontosságát számos spirituális gyakorlaton keresztül (mint az etikai előírások (öt fogadalom) betartása, a buddhista meditáció és a púdzsa) a klésáktól való megszabadulás folyamatában, amelyek az újraszületés körforgásához kötnek bennünket. Alapjában véve a buddhista felfogás szerint a felszabadulás akkor következik be, amikor a megfelelő elemeket (dhārmatát) kiművelik, és amikor az elmét megtisztítják a béklyókhoz és akadályokhoz való ragaszkodásától, amelyek szennyeződéseket, mérgeket okoznak. 

## Hinduizmus
A hinduizmusban a szoteriológiát a móksa tárgyalja, amelyet nirvánának vagy kaivaljának is neveznek.

## Taoizmus
A megvilágosodott emberré válás az, amit sok taoista megváltásnak tekint. A felvilágosult embereket néha zhēnrén-nek (真人) nevezték, akik a taoizmus eszményképei voltak és úgy vélték, hogy ők a hit természetfeletti jellemzőinek élő megtestesítői.